# Halil Dervişoğlu
Halil İbrahim Dervişoğlu (* 8. Dezember 1999 in Rotterdam) ist ein niederländisch-türkischer Fußballspieler. Seit der Saison 2023/24 ist Dervişoğlu bei Galatasaray Istanbul unter Vertrag und wurde während der Sommerpause 2025 an Çaykur Rizespor ausgeliehen.

## Karriere

### Vereine
Dervişoğlu spielte von 2008 bis 2018 für die Nachwuchsabteilung von Sparta Rotterdam und wurde zur Saison 2018/19 in den Profikader aufgenommen. Bei den Profis etablierte er sich als Stammspieler und stieg mit diesen nach der Aufstiegsrunde der Zweitligasaison 2018/19 in die Eredivisie auf. Bereits im August 2019 wurde sein Wechsel im Januar 2020 (Winter-Transferfenster) zum FC Brentford in der EFL Championship, der zweithöchsten englischen Liga, vereinbart.
Anfang Oktober 2020, unmittelbar vor Ende des aufgrund der COVID-19-Pandemie verlängerten Transferfenster, wurde für den Rest der Saison 2020/21 eine Ausleihe zum niederländischen Erstligisten FC Twente Enschede vereinbart. Dervişoğlu bestritt für Twente 9 von 10 möglichen Ligaspielen sowie ein Pokalspiel, in denen er kein Tor schoss. Anfang Januar 2021 wurde die Ausleihe vorzeitig beendet.
Für die Rückrunde der Saison 2020/21 wurde Dervişoğlu an Galatasaray Istanbul ausgeliehen. Dervişoğlu erzielte sein erstes Pflichtspieltor am 2. Mai 2021 gegen Gençlerbirliği Ankara. Während der Saison 2021/22 wurde Dervişoğlu ein weiteres Mal von Galatasaray Istanbul ausgeliehen.
Im Sommer 2022 schloss sich eine weitere Leihe an, diesmal zum englischen Zweitligisten FC Burnley. Bei Burnley kam der Stürmer zu acht Ligaspielen und erzielte ein Tor. Im Juli 2023 gab Galatasaray Istanbul die Verpflichtung von Dervişoğlu bekannt. Die Gelb-Roten bezahlten Brentford eine Ablöse von 500.000 Euro. Während der Rückrunde der Saison 2023/24 wurde Dervişoğlu an Hatayspor ausgeliehen. In der Saison 2024/25 spielte der Stürmer für Gaziantep FK. 

### Nationalmannschaft
Dervişoğlu begann seine Nationalmannschaftskarriere im Februar 2018 mit einem Einsatz für die U19-Nationalmannschaft. 2018 spielte er auch für die U21-Nationalmannschaft. Dervişoğlu wurde am 14. Mai 2021 von Nationaltrainer Şenol Güneş für den vorläufigen EM-Kader der A-Nationalmannschaft nominiert.
Am 27. Mai 2021 gab Dervişoğlu sein Debüt im Freundschaftsspiel gegen die Nationalmannschaft Aserbaidschans und erzielte sein erstes Tor für die Türkei. Bei der Europameisterschaft 2021 gehörte er dem Kader an.

## Erfolge
Mit Sparta Rotterdam
- Play-off-Sieger der Eerste Divisie und Aufstieg in die Eredivisie: 2018/19